# Three Coins in the Fountain
 Three Coins in the Fountain és una pel·lícula estatunidenca dirigida per Jean Negulesco, estrenada el 1954.

## Argument
Tres secretaries nord-americanes troben l'amor a la Ciutat Eterna: la primera (J. Peters) amb un col·lega casat, la segona (M. McNamara) amb un príncep, la tercera (D. McGuire) conquista qui els dona feina. Va ser un dels grans èxits dels anys 50. D'una novel·la de John H. Secondari.

## Repartiment
- Clifton Webb: John Frederick Shadwell
- Dorothy McGuire: Miss Frances
- Jean Peters: Anita Hutchins
- Louis Jourdan: Príncep Dino di Cessi
- Maggie McNamara: Maria Williams
- Rossano Brazzi: Georgio Bianchi
- Cathleen Nesbitt: La Princesa

## Premis i nominacions

### Premis
- 1955. Oscar a la millor fotografia per Milton R. Krasner
- 1955. Oscar a la millor cançó original per Jule Styne (música) i Sammy Cahn (lletra) per la cançó "Three Coins in the Fountain"

### Nominacions
- 1955. Oscar a la millor pel·lícula